# Philippe-Auguste de Sainte-Foy
Philippe-Auguste de Sainte-Foy, cavaliere d'Arcq (Parigi, 20 luglio 1721 – Parigi, 5 febbraio 1795) è stato un letterato francese.

Histoire du commerce, 1758 (Fondazione Mansutti, Milano).

Figlio naturale di Luigi Alessandro di Borbone-Francia, dunque nipote di Luigi XIV e Madame de Montespan, entrò nell'esercito nel 1743 e fu congedato nel 1748. Secondo le cronache ebbe una vita lussuriosa che dilapidò le risorse economiche fornitegli dal re di Francia, tanto da essere scacciato da Luigi Giovanni Maria di Borbone-Penthièvre nel 1785.
Fu letterato molto prolifico e scrisse diverse opere in ambito storiografico: Lettres d'Osman (1753), Mes loisirs (1755) e Histoire générale des guerres (1756).
Resta incompiuta l'Histoire du commerce et de la navigation des peuples anciens et modernes, una monografia sulla storia del navigazione e del commercio, caratterizzata dall'assenza di un commentario personale. Una copia del volume è conservata presso la Fondazione Mansutti di Milano.